# Craig Joubert
Craig Paul Joubert (nascut el 8 de novembre de 1977) és un àrbitre sudafricà de rugbi. Ha arbitrat partits internacionals des de 2003, sent la seva participació en la final de la Copa del Món de Rugbi de 2011, la seva aparició més important.
Joubert va estudiar a Sud-àfrica i es va llicenciar en empresarials. A partir d'aleshores va anar compaginant la seva tasca professionals en un banc amb l'arbitratge, fins que fou designat àrbitre a "full-time".
De família relacionada amb el Rugbi, el pare de Joubert va encoratjar el seu fill perquè s'hi dediqués El seu debut internacional fou en un partit entre Gal·les i els Estats Units a Connecticut el juny 2005. El 2010, aconsegueix ser designat per arbitrar la final del super14 entre els Bulls i els Stormers. El seu màxim protagonisme l'agafa com a àrbitre de la Copa del món de Rugbi de 2011 sent l'àrbitre d'una semifinal i de la final entre Nova Zelanda i França. Joubert també fou el responsable de la final del Super15 de 2014, on els Waratahs obtingueren el torneig gràcies a un cop de càstig transformat en el darrer segon contra Crusaders.